# 洲本オリオン
洲本オリオン（すもとオリオン）は、兵庫県洲本市本町5丁目4-8にある映画館。
戦前にあった芝居小屋を前身とし、1951年（昭和26年）に映画館に業態転換。淡路島唯一の映画館である。

## データ
- 所在地：兵庫県洲本市本町5丁目4-8
- 運営：有限会社オリオン
  - 代表：野口貞巳[1]、野口純子（城下町洲本再生委員会会長[2]）
  - 支配人：野口仁（2013年時点）[1]
- 座席数：250席（開業時[2]）→99席（2013年時点）

## 歴史
正式な開業時期は不明であるが、戦前には人形浄瑠璃を上演する芝居小屋が洲本市内に存在していた。その後昭和館や福助座という名称の時期を経て、終戦6年後の1951年（昭和26年）、公募により命名されたオリオンとなり映画館に転向した。1957年（昭和32年）の時点では、洲本市内の映画館は同館のほか、戦前に芝居小屋としてスタートし、初代桂小春団治も上がったことのある弁天座（本町四丁目）と、江戸時代から存在していた玉尾座（山手三丁目）しかなかった。最盛期は洲本市に7つ映画館があった。
1975年（昭和50年）に建物を改築。以後洋画のみならず邦画も上映するようになる。洲本市出身の作詞家・阿久悠や俳優の笹野高史も学生時代によく通っていた。阿久は『荒野の決闘』（監督ジョン・フォード、配給20世紀フォックス、1946年製作、日本公開1947年8月30日）を見た思い出を明かしている他、笹野が出演した『武士の一分』（監督山田洋次、配給松竹、2006年）『旭山動物園物語 ペンギンが空をとぶ』（監督マキノ雅彦、配給角川映画、2009年）などもオリオンで上映されたことがある。
2011年（平成23年）7月1日、3Dデジタルシネマシステム（ドルビー3D）を導入し上映方式をデジタル化。この年にはNHK総合テレビのバラエティ番組『鶴瓶の家族に乾杯』で、笑福亭鶴瓶と山本浩二が同館を訪れ、同年7月25日放送の同番組内で取り上げられた。2012年（平成24年）から毎年4月下旬と10月上旬に『城下町洲本レトロなまち歩き』と題したイベントを同館周辺で開催。同館代表の野口純子が「城下町洲本再生委員会」の代表も兼任することになる。
しかし同県内や徳島県北島町のシネコンに徐々に客足を奪われた他、代表者の高齢化も追い風となり2013年（平成25年）10月4日をもって映画館としての営業を終了。最後のロードショーとなった熊切和嘉監督作『夏の終り』（配給クロックワークス、2013年8月31日封切）では、同館内でもロケが行われており、熊切監督らスタッフが同館の倉庫で寝泊まりしたという逸話がある。建物は解体せず貸ホールに転換され、年数回ほど音楽や演劇などの催しが行われている。
2021年1月からは約7年ぶりに長期間の定期上映を行っており、1月9日から全編淡路島ロケの『なんのちゃんの第二次世界大戦』が上映されている。